# Clervaux (canton)
Clervaux este un canton al Luxemburgului în districtul Diekirch.
Cantonul conține următoarele opt comune: 
- Clervaux
- Consthum
- Heinerscheid
- Hosingen
- Munshausen
- Troisvierges
- Weiswampach
- Wincrange

1. ↑   https://statistiques.public.lu/fr/territoire-environnement/index.html Lipsește sau este vid: |title= (ajutor)